# جائزة سان مارينو الكبرى 1997
جائزة سان مارينو الكبرى 1997 هو سباق فورمولا 1 أقيم بتاريخ 27 أبريل 1997 في حلبة إنزو دينو فيراري، إيمولا، إميليا-رومانيا، إيطاليا. كان الرابع من أصل 17 في بطولة العالم لسباقات الفورمولا واحد موسم 1997. حلّ الألماني هاينز هارالد فرينتزين أولا بينما جاء الألماني مايكل شوماخر في المركز الثاني وحصل على المركز الثالث البريطاني إدي إيرفين.